# Tuboly László (költő)
Tubolyszeghi Tuboly László (Szentliszló, Zala vármegye, 1756. április 10. – Nagylengyel, Zala vármegye, 1828. május 21.) Zala megyei jogász, főszolgabíró, táblabíró, költő, szabadkőműves, nyelvújító, földbirtokos

## Élete

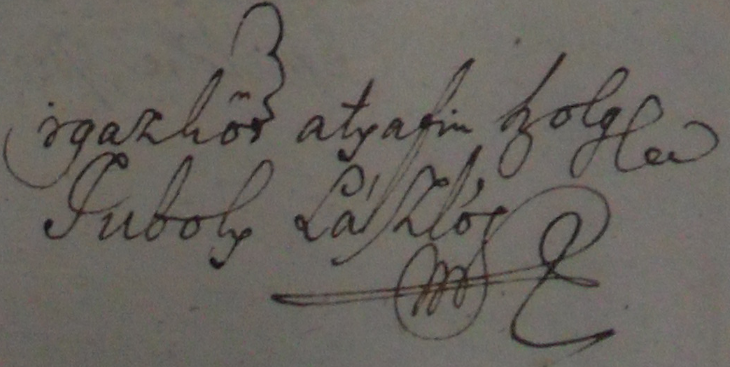
Tuboly László aláírása 1799. február 18.-ai családi levélben

A tubolyszegi Tuboly család címere

Régi zalai nemesi tubolyszeghi Tuboly családba született. Apja tubolyszeghi Tuboly Mihály (1719−1784), főszolgabíró, földbirtokos, anyja gulácsi Farkas Krisztina (1734 − †?) gyermekeként. A család eredetileg 1519. november 15-én II. Lajos magyar királytól nemesség és földbirtok adományban részesült Zala megyében. Anyai nagyszülei idősebb gulácsi Farkas László (1705−1769), káldi földbirtokos, és nemes Sala Terézia (1707−1763) voltak. Keresztszülei pallini Inkey Boldizsár (1726−1792), zalai alispán, és neje szalapatakai Nagy családból való szalapatakai Nagy Júlianna (1731−1767) úrnő voltak. Anyai nagybátyja ifjabb gulácsi Farkas László (1740−1818), Vas vármegye alispánja, 1809-dik vasi inszurgens őrnagy, földbirtokos. Tuboly László testvérei: Tuboly Imre, táblabíró, hencsepusztai birtokos; Tuboly János (1773−1818), táblabíró, birtokos, akinek neje nemes Jaán Borbála (1786−1823), Jaán Ferenc zalalövői postamester leánya; és Tuboly Erzsébet (1771k−1813), aki egyházasbüki Dervarics Antal (1765−1818) alszolgabíró, gutorföldei földbirtokos felesége volt.
Tuboly László rövid ideig jószágkormányzó volt Festetics György gróf muraközi birtokán, ahol Hajnóczy Józseffel megismerkedett és így került kapcsolatba a magyar jakobinus mozgalommal. 1777. szeptember 9. és 1781. szeptember 21. között az éppen létesített új zalalövői járás első alszolgabírája lett, a majdani sógora, boldogfai Farkas András (1740−1780) főszolgabíró mellett. 1781. szeptember 24-e és 1786. június 14-e között Egerszeg alszolgabírája, majd a ugyanennek a járásnak a főszolgabírája lett 1790. április 7.-e és 1795. május 4.-e között.
1794. augusztus 18.-án a felperes csébi Pogány Ádám (1746−1814), és az alperes boldogfai Farkas család között létrejött egy egyezmény; boldogfai Farkas Ferenc nemesapáti plébános, Farkas László, Farkas Ignác, özvegy Farkas Jánosné lovászi és szentmargitai Sümeghy Judit (aki gyermekei Farkas János Nepomuk és Farkas Ferenc gyámja) Tuboly László ügyvéd és Farkas Ferenc plébános jogi képviselete alatt álltak. Pogány Ádám szolgabíró a Gömör vármegyei Kelemér nevű településen lakott, azonban elszánta magát, hogy vissza fogja szerezni a családja ősi zalai birtokait. Több családot is beperelt akkor (köztük más megyékben az Eszterházyt és a Gyulafit). Zalában felkereste a boldogfai Farkas családot, amely Farkas Ferencné barkóczi Rosty Annán keresztül örökölte polyanai Brodarics Mátyásné csébi Pogány Sára ősanyja birtokai egy jelentős részét. Tuboly László, boldogfai Farkas Erzsébet férje, sógorával, boldogfai Farkas Ferenccel  (1742 – 1807), nemesapáti plébánossal, együttműködvén a család régi oklevelei alapján összeállította a leszármazási táblákat, és kutatta a boldogfai Farkas család osztopáni Perneszy és szenterzsébeti Terjék őseit. Pogány Ádámnak végül sikerült szereznie 1000 arany vinculumot a családtól. 1795. májusában találjuk a dékánfalvai birtokán, és állása ekkor gróf Festetics György Csáktornya uradalmi kormányzója volt.
Spissich János (1745−1804) zalai alispánnal szintén szoros barátságot ápolt, és ő is tagja volt a "Jó tanácshoz" címzett szabadkőműves páholynak Zalaegerszegen, amelyet Spissich vezetett. Ugyanakkor, közeli barátja volt Tuboly Lászlónak Pálóczi Horváth Ádám, és több alkalommal levelezett Kazinczy Ferenc íróval, a magyar nyelvről. László kapcsolatba került a Martinovics mozgalommal és a megyei ellenállásban való részvétele miatt elmozdították az állásából Spissich Jánossal és gróf Festetics Györggyel együtt 1795-ben. Ő semmisítette meg Spissich kompromittáló iratait, elősegítve, hogy a megye alispánját ne ítéljék el a Martinovics-perben. 1797-ben született a gyermeke Nagylengyelben, azonban a nagy botrány után 1798-tól ismét visszavonult a dékányfalvai birtokára és gróf Festetics védelmét élvezte egy ideig. Egy idő után pedig visszavonult a nagylengyeli birtokára, ahol komolyabban kezdett foglalkozni az irodalommal és a költészettel. Francia és latin szerzőket fordított, a Tudományos Gyűjteményben publikált. Horváth Ádám és Tuboly együtt vásárolta meg Spissich Sándortól apja, Spissich János könyvtárát, mivel a tervük az volt, hogy közösen építenek egy házat a két család használatára. Tuboly László történeti kérdésekkel foglalkozott: két magyar őstörténeti témájú tanulmánya is megjelent a 19. század elején; az egyik "Őstörténelmi Megtzáfolások, és Igazítások" 1824-ben. Az 1824-ben megjelent "Magyarország régi földiratához" című közleményében tubolyszegi Tuboly László így ír Győr nevének értelmezéséről: „a Rába folyónak Dunába szakadtánál, hol akkor (t. i. a Rómaiak idejében) Arrabona, most Győr a régi német Ringtől magyarázott Gyűrű, vagy Gyűr, városa állott." Ez tulajdonképpen az első ismert hivatalos feljegyzés a mostani városnak a elnevezéséről. Igen érdekes, hogy a fizikai földrajzi jelenségek közül
legelsőnek a vízrajz keltett tudományos érdeklődést neki ebben a művében.
Az 1806. június 9.-i vármegyei közgyűlésen bizottságot választottak a megyei tiszti szótár elkészítésére. A bizottság tagjai közül báró Gilányi János, forintosházi Forintos Gábor, Tuboly László, Kisfaludy Sándor, Takáts József és Csutor János találhatóak.
1819-ben és 1824-ben a vármegyei tisztújítással foglalkozó választmány tagja volt.

## Házassága és gyermekei

A boldogfai Farkas család címere.

Tuboly László, 1779. október 16.-án Zélpusztán vette feleségül a boldogfai Farkas családból származó boldogfai Farkas Erzsébet Dorottya (Boldogfa, Zala vármegye, 1761. április 15. –Muraréthát, Zala vármegye, 1801. december 2.) kisasszonyt, boldogfai Farkas Ferenc (1713−1770) zalai alispán és barkóczi Rosty Anna (1722−1784) lányát. A menyasszony apai nagyszülei boldogfai Farkas János (†1724), Zala vármegye helyettes főszolgabírája, földbirtokos és sidi Sidy Dorottya (1693–1775) voltak; az anyai nagyszülei barkóczi Rosty László (fl. 1710-1730), vasi főszolgabíró, földbirtokos és a zalalövői Csapody családból való zalalövői Csapody Mária (fl. 1710−1714) voltak. Hitvese révén sógorai boldogfai Farkas András (1740−1782), zalalövői főszolgabíró, földbirtokos, boldogfai Farkas János (1741-1788), Zala vármegye Ítélőszék elnöke, főjegyzője, földbirtokos, boldogfai Farkas Ferenc (1742−1807), veszprémi kanonok, esperes, boldogfai Farkas Lajos (1752–1809) tanár, Kolozsváron rektor, a piarista rend kormánysegédje, valamint csáfordi Csillagh Ádám (1739–1797), Zala vármegye főadószedője, első alügyésze, földbirtokos, akinek a neje boldogfai Farkas Anna (1746–1804) volt.
Tuboly László a felesége révén jelentős vagyonhoz jutott miután, az 1779-ben megírt boldogfai Farkas Ferencné Rosty Anna végrendeletében, lányának, boldogfai Farkas Erzsébetnek az egész Somogy és Tolna megyei birtokrészeit hagyta, amelyeket a Perneszy családtól örököltek, valamint a salomvári egész birtokrészeivel együtt. A somogyi birtokrészeket, amelyek Ádándon helyezkedtek el, végül zalalövői Csapody Gábornak adta el. Tuboly Lászlónak és boldogfai Farkas Erzsébetnek 10 gyermeke született, azonban csak négy leány- és egy fiúgyermeke megérte a felnőttkort: 
- tubolyszegi Tuboly Borbála Anna (Szentliszló, 1780. október 25.–Zalalövő, 1832. február 25.).[17] Férje: domjánszegi Domján József (Zalalövő, 1765. október 23.–Zalalövő, 1831. szeptember 23.),[18] királyi udvarnok, táblabíró, zalalövői birtokos, 1819 és 1825 között zalai alispán.
- tubolyszegi Tuboly Klára (Nagylengyel, 1782. január 11.–Nagylengyel, 1788. június 27.)
- tubolyszegi Tuboly Julianna (Nagylengyel, 1784. március 5.–Salomvár, 1844. január 10.).[19] Férje: kálóczfai Szente József (*Kálócfa, 1773. február 16.–†Kálócfa, 1811. július 10.), táblabíró, kálócfai birtokos.[20]
- tubolyszeghi Tuboly Rozália (Nagylengyel, 1785. szeptember 8. –†?)
- tubolyszeghi Tuboly Anna Margit (Nagylengyel, 1787. június 14.–Dékánfalva, 1795. május 22.)
- tubolyszeghi Tuboly Rozália (Nagylengyel, 1791. április 9.–Nagylengyel, 1872. június 23.), aki hajadonként hunyt el. Muzsaji Dóczy Terézia (1778-1842) féle Göcseji Helikon irodalmi kör tagja volt a másik hajadon leánytestvérével Tuboly Elizzel együtt.
- tubolyszeghi Tuboly "Liza" Erzsébet (született: Jozefa Erzsébet) (Nagylengyel, 1793. március 22.–Nagylengyel, 1819. március 18.), aki hajadonként hunyt el. Muzsaji Dóczy Terézia (1778-1842) féle Göcseji Helikon irodalmi körnek a tagja volt "Tuboly Liza" néven, a másik hajadon leánytestvérével Tuboly Rózával együtt.
- tubolyszeghi Tuboly Klára (Dékánfalva, 1794. december 23.–Nagylengyel, 1795. június 6.)
- tubolyszeghi Tuboly László János (Nagylengyel, 1797. június 8.–†?)
- tubolyszeghi Tuboly Mihály (Muraréthát, Zala vármegye, 1798. szeptember 24.–Nagylengyel, 1872. január 31.), Zala vármegye főjegyzője, táblabíró, földbirtokos.[21] Neje, miskei Miskey Etelka (1813–Nagylengyel, 1888. augusztus 25.).